# Voe of Scatsta

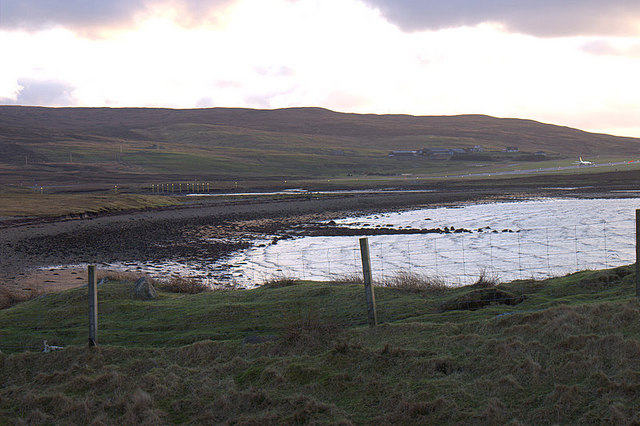
Am südlichen Ende der Bucht

Die Voe of Scatsta ist eine Bucht (Voe), die im Nordwesten der zu Schottland zählenden Shetlands liegt.

## Geographie
Die Voe of Scatsta ist eine kleine Bucht, die Norden von Mainland liegt. Dort bildet sie ein Gewässer, das, in östlicher Richtung, von der Sullom Voe abzweigt. Begrenzt wird sie im Nordosten durch die Halbinsel Sella Ness, mit der Garths Voe auf der gegenüberliegenden Seite, im Südwesten durch die Scatsta Ness mit dem Flughafen Scatsa jenseits davon. Im Süden geht die Bucht über in den kleinen See Houb of Scatsta. Die Ortschaft Scatsta liegt, wenige Kilometer entfernt, im Südwesten der Voe.

## Historisches
Im Rahmen der historischen Gliederung Schottlands in Civil Parishes zählt die Voe of Scatsta zu Delting.